# Балка Калинова (притока Євсуга)
Балка Калинова (рос. б. Калиновая; Б. Калинова) — балка (річка) в Україні у Новоайдарському районі Луганської області. Ліва притока річки Євсуг (басейн Азовського моря).

## Опис
Довжина балки приблизно 7,28 км, найкоротша відстань між витоком і гирлом — 6,45  км, коефіцієнт звивистості річки — 1,13 . Формується декількома балками та загатами.

## Розташування
Бере початок на південно-західній стороні від села Михайлюки. Тече переважно на північний захід і на південно-східній околиці села Олексіївка впадає у річку Євсуг, ліву притоку річки Сіверського Дінця.

## Цікаві факти
- У XIX та минулому столітті біля гирла балки у селі Олексіївка існувало багато вітряних млинів[2] та 1 Газгольдер[1].